# 曼恩德布瓦克斯
曼恩德布瓦克斯（法語：Maine-de-Boixe，法語發音：[mɛn də bwaks]）是法国夏朗德省的一个市镇，属于昂古莱姆区。

## 地名
该市镇名中含有“曼恩”（Maine）一名，但其与曼恩行省无关。

## 地理
曼恩德布瓦克斯（45°51'1"N, 0°10'34"E）面积9.35 平方千米，位于法国新阿基坦大区夏朗德省，该省份为法国西部内陆省份，北起德塞夫勒省和维埃纳省，东临上维埃纳省，东南至多尔多涅省，南至多爾多涅省，西接滨海夏朗德省。
与曼恩德布瓦克斯接壤的市镇（或旧市镇、城区）包括：欧萨克-瓦达勒、塞莱特、楠克拉尔、皮雷欧、圣阿芒德布瓦克斯、韦尔旺、芒勒莱枫丹。

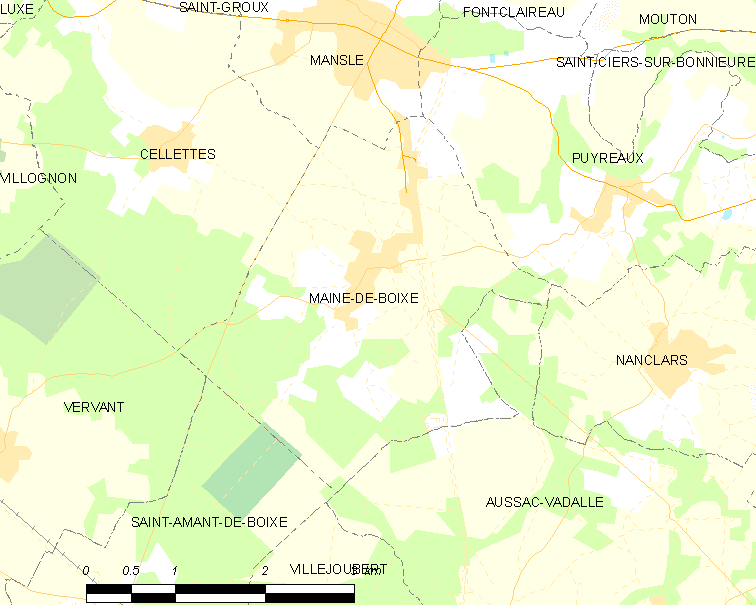
曼恩德布瓦克斯的OSM定位图

曼恩德布瓦克斯的时区为UTC+01:00、UTC+02:00（夏令时）。

## 行政
曼恩德布瓦克斯的邮政编码为16230，INSEE市镇编码为16200。

## 政治
曼恩德布瓦克斯所属的省级选区为布瓦克斯-芒卢瓦县。

## 人口

1962-2008年间曼恩德布瓦克斯人口变化图示

曼恩德布瓦克斯于2022年1月1日时的人口数量为476人。